# Людски език
Людският език е смятан понякога за диалект на карелския език, понякога за отделен език.
Тъй като людският има много сходни черти с вепския, е трудно да се каже дали става дума за карелски диалект, претърпял силно вепско влияние, или обратно – за вепски диалект, претърпял силно карелско влияние.
Говори се от около 3000 души, живеещи около Петрозаводск – столицата на Република Карелия, и на юг от нея по бреговете на Онежкото езеро.